# RUR-PLE

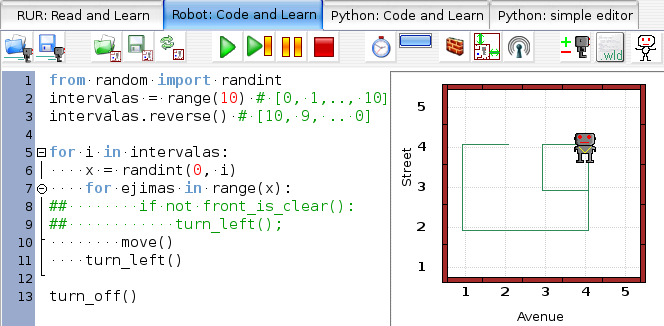
RUR-PLE 실행 화면

RUR-PLE(RUR - Python Learning Environment)은 파이썬을 이용한 교육용 프로그래밍 언어 환경이다. 사용자는 명령을 통해 화면에 있는 로봇을 움직이며 컴퓨터 프로그래밍에 대한 학습을 할 수 있다.